# Lights and Sounds (singolo)
Lights and Sounds è un singolo del gruppo musicale statunitense Yellowcard, pubblicato nel 2005 ed estratto dall'album omonimo.

## Tracce
CD
1. Lights and Sounds – 3:30
2. When We're Old Men – 3:32
3. Lights and Sounds (Live) – 6:08
4. Lights and Sounds (Multimedia Track)